# Кинсбург (Илиноис)
Кинсбург (енгл. Keensburg) град је у америчкој савезној држави Илиноис.

## Демографија
По попису из 2010. године број становника је 210, што је 42 (-16,7%) становника мање него 2000. године.
| Група             | 2000.       | 2010.       |
| Белци             | 250 (99,2%) | 201 (95,7%) |
| Афроамериканци    | 0 (0,0%)    | 0 (0,0%)    |
| Азијати           | 0 (0,0%)    | 0 (0,0%)    |
| Хиспаноамериканци | 0 (0,0%)    | 1 (0,5%)    |
| Укупно            | 252         | 210         |